# TFD
Thin Film Diode (TFD) to rodzaj aktywnych matryc wykorzystywanych do produkcji wyświetlaczy ciekłokrystalicznych, takich jak LCD. W odróżnieniu od TFT, gdzie elementami sterującymi są tranzystory, w TFD tę rolę pełnią diody ściśnięte między szklanymi warstwami, regulując napięcie i prąd każdego piksela.
Technologia TFD jest tańsza w produkcji niż TFT, cechuje się także mniejszym zapotrzebowaniem na energię, jednakże ze względu na charakterystykę sterowania, trudniej jest osiągnąć szeroki zakres barw i szarości.